# Балажович, Лайош

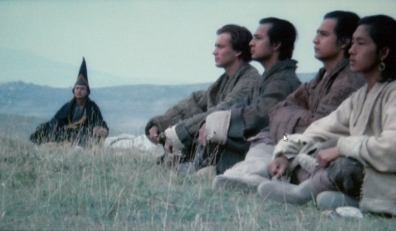
Кадр из фильма «Миларепа» (1974), в котором снялся Балажович

Лайош Балажович (Балажовиц) (венг. Balázsovits Lajos; 4 декабря 1946, Надьканижа, Зала — 19 июля 2023, Будапешт) — венгерский актёр.

## Биография
В 1965—1969 годах учился в Академии театра и кино в Будапеште. В 1968 году дебютировал в кинематографе в картине Кароя Макка «Перед богом и людьми». Наибольшую известность актёру принесли роли в фильмах Миклоша Янчо: «Светлые ветры» (1968), «Красный псалом» (1972), «Электра, любовь моя» (1974) и особенно «Частные пороки, общественные добродетели» (1976) и «Венгерская рапсодия» (1979), где Балажович исполнил главные роли. В дальнейшем снимался в телесериалах, фильмах для детей и юношества. Играл также в различных театрах Будапешта — среди прочего исполнил роль Сталина в инсценировке романа Анатолия Рыбакова «Дети Арбата». С 1990-х годов выступает также как театральный режиссёр.